# 岩元ルナ
岩元 ルナ（いわもと ルナ、2001年3月29日 - ）は、鹿児島県出身の元プロサッカー選手。現役時のポジションはフォワード。
元サッカー選手の岩元颯オリビエは実兄。

## 来歴
2001年、鹿児島県出身。ジュビロ磐田U-18出身。磐田東高等学校を経て、関東学院大学に進学。
2023年、J2・ザスパクサツ群馬に加入。2024年シーズン終了後、契約満了により群馬を退団。2025年7月4日、現役引退が発表された。

## プレースタイル
サイドを主戦場とするアタッカー。スピードが特徴であり、相手DFの嫌がるスペースを取れる。PKを自ら蹴るプロ向きの性格。

## 所属クラブ
- 太陽スポーツクラブ
- ディアブロッサ高田FC U-12
- 京都サンガF.C.U-15（京田辺市立田辺中学校）
- ジュビロ磐田U-18（磐田東高等学校）
- 関東学院大学
- 2023年 - 2024年 ザスパクサツ群馬 / ザスパ群馬

## 個人成績
| 国内大会個人成績 | 国内大会個人成績 | 国内大会個人成績 | 国内大会個人成績 | 国内大会個人成績 | 国内大会個人成績 | 国内大会個人成績 | 国内大会個人成績 | 国内大会個人成績 | 国内大会個人成績 | 国内大会個人成績 | 国内大会個人成績 |
| 年度             | クラブ           | 背番号           | リーグ           | リーグ戦         | リーグ戦         | リーグ杯         | リーグ杯         | オープン杯       | オープン杯       | 期間通算         | 期間通算         |
| 年度             | クラブ           | 背番号           | リーグ           | 出場             | 得点             | 出場             | 得点             | 出場             | 得点             | 出場             | 得点             |
| 日本             | 日本             | 日本             | 日本             | リーグ戦         | リーグ戦         | リーグ杯         | リーグ杯         | 天皇杯           | 天皇杯           | 期間通算         | 期間通算         |
| ---------------- | ---------------- | ---------------- | ---------------- | ---------------- | ---------------- | ---------------- | ---------------- | ---------------- | ---------------- | ---------------- | ---------------- |
| 2023             | 群馬             | 18               | J2               | 2                | 0                | -                | -                | 1                | 0                | 3                | 0                |
| 2024             | 群馬             | 18               | J2               | 0                | 0                | 0                | 0                | 1                | 0                | 1                | 0                |
| 通算             | 日本             | 日本             | J2               | 2                | 0                | 0                | 0                | 2                | 0                | 4                | 0                |
| 総通算           | 総通算           | 総通算           | 総通算           | 2                | 0                | 0                | 0                | 2                | 0                | 4                | 0                |